# Jezera (Zenica, BiH)
Jezera su naseljeno mjesto u gradu Zenici, Federacija Bosne i Hercegovine, BiH.

## Povijest
Do potpisivanja Daytonskog mirovnog sporazuma bilo je dio istoimenog naseljenog mjesta u sastavu općine Teslić koja je ušla u sastav Republike Srpske.

## Stanovništvo
Prema popisu iz 2013. godine bilo je bez stanovnika.